# Podborcze
Podborcze – wieś w Polsce, położona w województwie lubelskim, w powiecie zamojskim, w gminie Radecznica.
| SIMC    | Nazwa  | Rodzaj    |
| ------- | ------ | --------- |
| 0897384 | Grygle | część wsi |

W latach 1975–1998 miejscowość administracyjnie należała do województwa zamojskiego.
Wieś jest sołectwem w gminie Radecznica. Według Narodowego Spisu Powszechnego z roku 2011 wieś liczyła  mieszkańców. 
Wierni Kościoła rzymskokatolickiego należą do parafii Wniebowzięcia Najświętszej Maryi Panny w Gorajcu-Starej Wsi.

## Historia
Według Słownika geograficznego Królestwa Polskiego z roku 1887 Podborcze opisano jako wieś z folwarkiem w powiecie zamojskim, gminie Radecznica, parafii Mokrelipie, odległe od Zamościa 42 wiorsty od gminy 5 wiorst. Około 1887 roku wieś posiadała 12 osad, 98 mieszkańców wyznania rzymskokatolickiego i 297 mórg urodzajnej ziemi. Folwark należał do dóbr ordynacji Zamoyskich z kluczem w Gorajcu.
W miejscowości urodził się Władysław Bończa-Uzdowski, generał brygady Wojska Polskiego, działacz sportowy, prezes PZPN.